# Emboscada (película)
Emboscada (título original: Ambush) es un wéstern de 1950 dirigido por Sam Wood protagonizado por Robert Taylor, John Hodiak y Arlene Dahl. Fue la última película de Sam Wood.

## Argumento
Una atractiva y joven aventurera busca a su hermana, que ha desaparecido en territorio apache. Convence a un explorador para que la ayude a encontrarla y a la expedición se une también el Capitán Lorrison que está enamorado de ella.

## Reparto
| Actor         | Personaje              |
| ------------- | ---------------------- |
| Robert Taylor | Ward Kinsman           |
| John Hodiak   | Capitán Ben Lorrison   |
| Arlene Dahl   | Ann Duverall           |
| Don Taylor    | Teniente Linus Delaney |
| Jean Hagen    | Martha Conovan         |
| Bruce Cowling | Tom Conovan            |
| Leon Ames     | Mayor C.E. Breverly    |
| John McIntire | Frank Holly            |

## Producción
La película se filmó entre el 2 de junio y principios de agosto de 1949. Más escenas fueron añadidas a finales de agosto de 1949. Se filmó para ello en las localidades de Gallup, Nuevo México, y Lupton, Arizona. Una vez hecha, se estrenó el 13 de enero de 1950.

## Recepción
El éxito en taquilla durante su estreno en los cines fue solo relativo y adicionalmente no se estrenó en España.
En el presente la producción cinematográfica ha sido valorada en portales cinematográficos y por críticos profesionales. En IMDb, con 814 votos registrados por parte de los usuarios, la película obtiene una media ponderada de 6,4 sobre 10. En cuanto a Rotten Tomatoes, los menos de 50 votos registrados en el portal dieron a este filme una valoración media de 3,4 de 5. También cabe destacar, que en el periódico La Vanguardia los usuarios que dieron su opinión allí le dieron a la película una aprobación del 48%.